# Liberty City (Texas)
Liberty City es un lugar designado por el censo ubicado en el condado de Gregg en el estado estadounidense de Texas. En el Censo de 2010 tenía una población de 2.351 habitantes y una densidad poblacional de 148,81 personas por km².

## Geografía
Liberty City se encuentra ubicado en las coordenadas 32°27′7″N 94°56′35″O / 32.45194, -94.94306. Según la Oficina del Censo de los Estados Unidos, Liberty City tiene una superficie total de 15.8 km², de la cual 15.78 km² corresponden a tierra firme y (0.13%) 0.02 km² es agua.

## Demografía
Según el censo de 2010, había 2.351 personas residiendo en Liberty City. La densidad de población era de 148,81 hab./km². De los 2.351 habitantes, Liberty City estaba compuesto por el 89.41% blancos, el 3.62% eran afroamericanos, el 1.19% eran amerindios, el 0.13% eran asiáticos, el 0% eran isleños del Pacífico, el 4.59% eran de otras razas y el 1.06% pertenecían a dos o más razas. Del total de la población el 11.14% eran hispanos o latinos de cualquier raza.